# Microtrombidium zelandicum
Microtrombidium zelandicum är en spindeldjursart som beskrevs av Womersley 1936. Microtrombidium zelandicum ingår i släktet Microtrombidium och familjen Microtrombidiidae. Inga underarter finns listade i Catalogue of Life.